# Historia del soldado
L'Histoire du soldat, traducida del original en francés literalmente como La historia del soldado y conocida también como Historia de un soldado, es una obra de Ígor Stravinski compuesta en 1917 a partir de un texto de su amigo Charles Ferdinand Ramuz para tres actores (el soldado, el diablo y la princesa) y siete instrumentos (violín, contrabajo, fagot, corneta, trombón, clarinete y percusión).
Si bien se estrenó en un primer momento esta obra en 1918 en Lausana (Suiza), debido a la Gripe Española, su estreno definitivo se pospuso hasta 1924.

## Argumento
El argumento, de inspiración faustiana, está basado en un cuento popular ruso. Narra la historia de un soldado: José, que de regreso a casa, se encuentra con el diablo que lo engaña para que le cambie su violín (que representa su alma) a cambio de un libro que tiene la virtud de predecir el futuro. El joven se queda, a instancias del diablo, tres días con él para enseñarle a tocar el instrumento, pero cuando regresa a su pueblo ve desolado que realmente lo que han pasado son tres años y que ya nadie se acuerda de él, ni siquiera su madre ni su novia que se ha casado con otro.
Triste y abatido se retira y amasa una gran fortuna merced a los poderes del libro. Sin embargo el soldado descubre que el dinero no lo hace feliz, así que sale en busca del diablo al que le ofrece jugarse su fortuna contra el violín en una partida de cartas. El diablo gana una vez más, y en su alegría desmedida, José aprovecha para robarle el violín. Ha oído que la hija del rey está enferma y que éste la casará con quien la cure. José lo logra por medio de su violín y se casa con ella. Sin embargo no podrán salir del reino ya que si así lo hacen el diablo se llevará a José al infierno.
Más tarde el diablo aprovechando que han traspasado los límites del reino -ya que la princesa solicita a José que le muestre su vieja casa- lo atrapa y se lo lleva a sus dominios.
Esta obra pertenece al período estético primitivo o ruso. Se puede ver reflejado por la aparición del folclore ruso, pero tiene un toque de neoclasicismo, dentro de la vida de Ígor Stravinsky, pues la orquesta aparenta ser más de cámara, que la orquesta que utilizó originalmente para sus tres primeras grandes obras, El pájaro de fuego; Petruska; y por último La consagración de la primavera.

## Suite de 1919
La primera suite que Stravinski preparó en 1919 se arregló para clarinete, violín y piano. Posee cinco tiempos:
1. Marche du soldat (La marcha del soldado)
2. Le violon du soldat (El violín del soldado)
3. Petit concert (Pequeño concierto)
4. Tango / Valse / Ragtime (Tango /Vals /Ragtime)
5. Danse du diable (Baile del diablo)

## Suite de 1920
La suite que guarda la orquestación original extraída en 1920 es de nueve números y dura alrededor de 25 minutos:
1. Marche du soldat (Marcha del soldado)
2. Musique pour la scène 1 (Música para la escena 1)
3. Musique pour la scène 2 (Música para la escena 2)
4. Marche royale (Marcha real)
5. Petit concert (Pequeño concierto)
6. Tango / Valse / Ragtime (Tango /Vals /Ragtime)
7. Danse du diable (Baile del diablo)
8. Petit chorale / Grand chorale (Pequeña y Gran coral)
9. Marche triomphale du diable (Marcha triunfal del diablo)

## Coreografías
Algunas coreografías inspiradas en la obra y sus autores son:
- 1929 : Hanya Holm
- 1942 : John Cranko
- 1965 : Jerome Robbins
- 1966 : Maurice Béjart
- 1967 : Jean Babilée
- 1976 : Jean Guizerix
- 1986 : Jiří Kylián
- 1992 : Michèle Anne De Mey

## Otras adaptaciones
- 1984 : R.O. Blechman, Ilustrador y animador americano realizó una película de animación de 58 minutos tomando la música y lo esencial del texto en un estilo que mezcló el dibujo con alusiones a Kandinski, Mondrian y al art déco.
- 2002 : Joan Sanmartí publicó una versión con arreglos de estilo jazzístico para septeto de guitarra eléctrica, saxo tenor/clarinete, trompeta/fiscorno, violoncelo, acordeón, contrabajo y batería.[1]